# Hamster de Campbell
Phodopus campbelli
Pour les articles homonymes, voir Hamster (homonymie).
Espèce
Synonymes
- Phodopus crepidatus Hollister, 1912
- Phodopus sungorus Gromov & Baranova, 1981
 ssp. tuvinicus

Statut de conservation UICN

 LC  : Préoccupation mineure
Le Hamster de Campbell (Phodopus campbelli) est une espèce de Hamster de la famille des Cricétidés. Ce petit rongeur est aussi appelé Hamster nain de Campbell.

## Description
Longueur8 à 9 cm ;
Poids35 grammes à 60 grammes ;
Longévité1,5 à 3 ans.
À l'état naturel, le Hamster de Campbell vit en Mongolie, en Mandchourie et dans le Nord et le Sud de la Chine. Son habitat est la steppe aride. Pendant longtemps, ces hamsters ont été considérés comme une sous-espèce du Hamster russe, mais aujourd'hui on considère qu'il s'agit de deux espèces différentes.
Le Hamster de Campbell a un physique massif, avec une taille plus marquée que le Hamster russe. Il a une tête et des oreilles plus pointues, et des yeux plus rapprochés. La couleur naturelle de la peau est gris-brun, le ventre est blanchâtre ; une ligne plus sombre parcourt le dos. Le Hamster de Campbell peut avoir les yeux rouges aussi bien que noirs, tandis que le Hamster russe a plus généralement les yeux noirs.
Les petits sont élevés conjointement par les deux parents, et ces hamsters seraient monogames. Il ne faut pas tenter de faire cohabiter deux hamsters adultes : la cohabitation doit toujours commencer dès les premières semaines de vie.
Cette espèce est craintive. Les élevages familiaux disséminés en Europe travaillent à améliorer à la fois le caractère et la morphologie de l'espèce.

## Alimentation
Il est omnivore. Il se nourrit de graines et de végétation, notamment des espèces Stipa capillata, Iris ruthenia et Iris flavisima. Il complète son alimentation avec des invertébrés et des insectes.

## Reproduction
La maturité sexuelle est atteinte au bout de 23 jours en moyenne pour les mâles et 48 pour les femelles.
Gestation17 à 20 jours ;
Nombre de petits1 à 9 par portée.

## Animal de compagnie
Comme tous les hamsters, ce sont des animaux essentiellement nocturnes. Ils passent la plus grande partie de la nuit à courir et à chercher de la nourriture.
Un Hamster de Campbell doit disposer d'un habitat d'au moins  120 cm × 60 cm au sol, d'un seul tenant. Aujourd'hui, on trouve en plus des cages des solutions alternatives pour loger les hamsters :
- Les terrariums
- Les aquariums, qui doivent être munis d'un couvercle grillagé pour permettre une bonne aération et éviter tout risque de fuite
- Les meubles détournés, vitrine ou une étagère. N'importe quel meuble répondant aux bonnes dimensions peut être converti en habitat
- Les bin-cages, boîtes de plastique reconverties.

Ils ont besoin de 30cm de litière minimum.
De plus, l'un des accessoires essentiels pour n'importe quel hamster reste la roue. Dans le cas du Hamster de Campbell, qui est une espèce naine, elle doit mesurer au moins 25-28 cm de diamètre, sinon l’animal courra courbé et se déformera la colonne vertébrale.
Il est déconseillé de faire cohabiter plusieurs de ces hamsters dans une même cage, pour la sécurité des hamsters mieux vaut respecter la règle d'or : 1 hamster = 1 cage.

### Croisements
Le Hamster de Campbell et le Hamster russe peuvent s'accoupler. Les éleveurs sont parfois tentés de le faire pour obtenir différentes robes, car celles du Hamster russe ne sont pas variées. Cependant, les mâles hybrides sont stériles, et ce croisement a des effets néfastes :
- La différence de taille entre les espèces peut conduire à d'énormes complications à la naissance, et à la mort de la mère comme des petits ;
- Les hybrides ont tendance à souffrir de diabète[réf. nécessaire] ;
- Plusieurs variétés de couleurs sont sujettes au syndrome de backflipping (dommage massif de l'oreille interne : l’animal a du mal à s’orienter, est incapable de se tenir debout, n'a pas le sens de l'équilibre et chute facilement) ;
- L'obésité est fréquente ;
- L’espérance de vie dépasse rarement 1 an et demi.